# كريستيان هالر
كريستيان هالر هو متزلج على الثلوج سويسري، ولد في 28 أكتوبر 1989 في دافوس في سويسرا.

## وصلات خارجية
- كريستيان هالر على موقع الاتحاد الدولي للتزلج (ركوب لوح الثلج) (الإنجليزية)
- كريستيان هالر على موقع اللجنة الأولمبية الدولية (الإنجليزية)
- كريستيان هالر على موقع أوليمبيديا (الإنجليزية)
- كريستيان هالر على موقع ألعاب إكس (مؤرشف) (الإنجليزية)